# 內克瑟爾島
55°46′49.2″N 11°17′30.2″E / 55.780333°N 11.291722°E

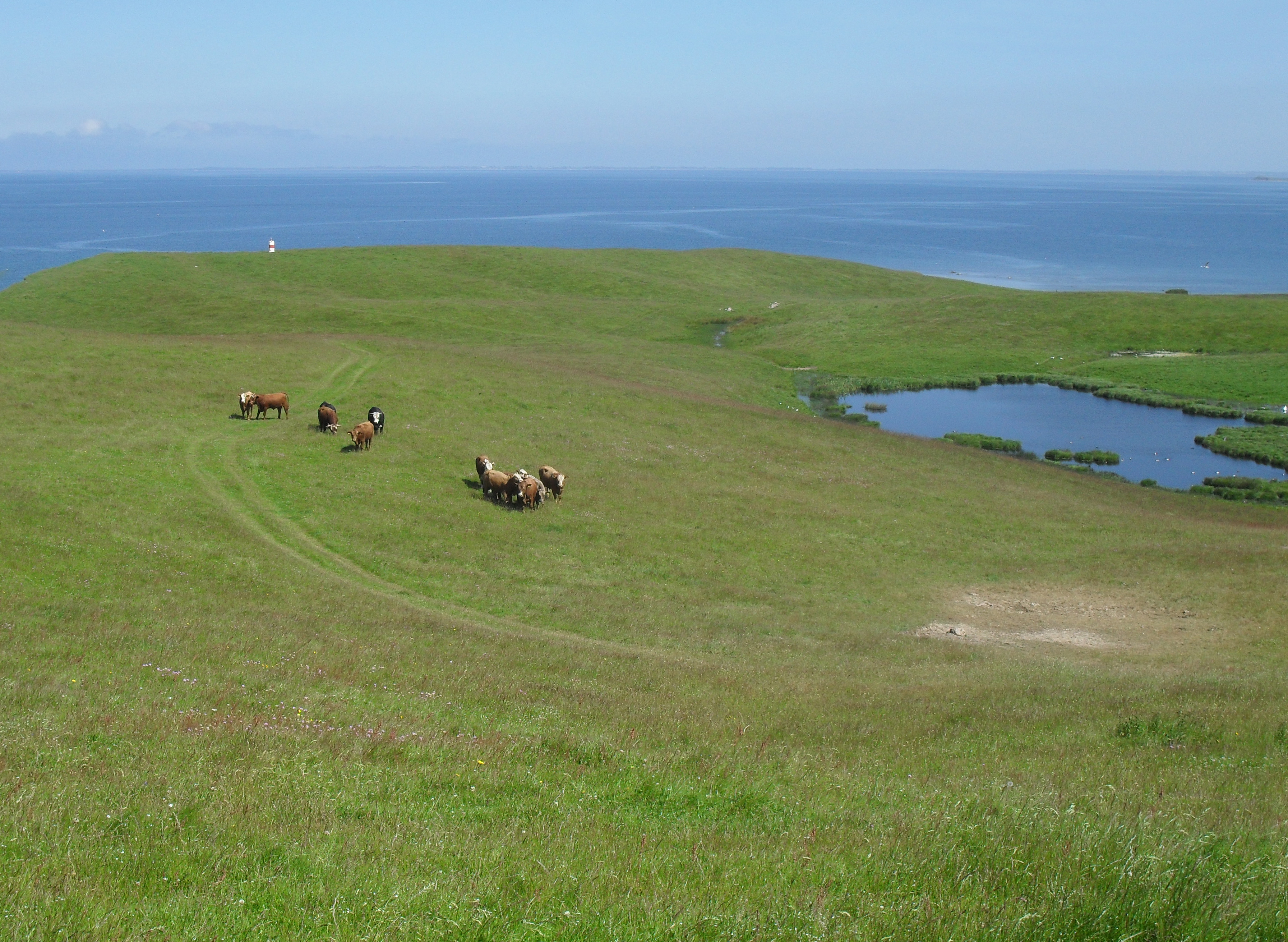

內克瑟爾島是丹麥的島嶼，位於卡特加特海峽西面的卡特加特海峽，由西蘭大區負責管轄，長3.8公里、寬1.0公里，面積2.23平方公里，最高點海拔高度41米，2012年人口19。